# نوكيا 6600
نوكيا 6600 هو أحد أجهزة نوكيا، شركة الهواتف والتقنية النقالة. الهاتف به خيارات عديدة كما يدعم برامج java & sis يأتي هذا الجهاز مع شاشة نوعها TFT 176 * 208 16-بت (65,536) لون. تم إصدار هذا الجهاز في 2003. أما بالنسبة لوضعية إنتاجه الحالية فلم يعد يتم إنتاجه. تقنيته/تردده هي النظام العالمي للإتصالات المتنقلة. جيل الجهاز هو DCT4. عامل الشكل (التصميم) للجهاز هو «قطعة حلوى». الجهاز يحتوي على كاميرا نوعها: VGA.